# Tijucas do Sul
Tijucas do Sul is een gemeente in de Braziliaanse deelstaat Paraná. De gemeente telt 13.762 inwoners (schatting 2009).